# Абдинское сельское поселение
Абдинское се́льское поселе́ние — муниципальное образование в Тюлячинском районе Татарстана Российской Федерации.
Административный центр — село Абди.

## География
Расположено на крайнем востоке района. Граничит с Большемешским сельским поселением, с Сабинским, Кукморским, Мамадышским, Рыбно-Слободским муниципальными районами.
С северо-востока на юго-запад вдоль населённых пунктов поселения протекает р. Кыса (приток Мёши). Имеются пруды на Кысе и её притоках.
Лесов в поселении нет, но поселение граничит с лесными массивами юге, востоке и севере.
На юге проходит автодорога Тюлячи – Абди, строится продолжение дороги на восток к с. Никифорово, которое позволит сквозной проезд по маршруту Арск – Тюлячи – Мамадыш.

## История
Статус и границы сельского поселения установлены Законом Республики Татарстан от 31 января 2005 года № 43-ЗРТ «Об установлении границ территорий и статусе муниципального образования "Тюлячинский муниципальный район" и муниципальных образований в его составе».
Абдинское сельское поселение до апреля 2010 г. являлось эксклавом Тюлячинского района и было окружено Сабинским, Кукморским, Мамадышским районами. В рамках устранения чересполосицы в Татарстане в апреле 2010 г. был принят закон, изменяющий границы некоторых районов, согласно которому из Мамадышского и Рыбно-Слободского районов выделена узкая полоса земли вдоль границы Сабинского района и передана в состав Тюлячинского района, соединив таким образом Абдинское сельское поселение с основной частью района. Эта полоса-перемычка шириной на обоих концах 4 м и длиной ≈14,4 км стала частью Абдинского сельского поселения.

## Население
| 2010 | 2011 | 2012 | 2013 | 2014 | 2015 | 2016 |
| ---- | ---- | ---- | ---- | ---- | ---- | ---- |
| 365  | →365 | ↘349 | ↘339 | ↘338 | ↗339 | ↘332 |
| 2017 | 2018 |      |      |      |      |      |
| ↘329 | ↘327 |      |      |      |      |      |

## Состав сельского поселения
| № | Населённый пункт | Тип населённого пункта       | Население (2021) |
| - | ---------------- | ---------------------------- | ---------------- |
| 1 | Абди             | село, административный центр | 227              |
| 2 | Тактамыш         | деревня                      | 100              |
| 3 | Ташлиярово       | деревня                      | 5                |